# Liste des Pokémon de septième génération
Pour un article plus général, voir Liste des Pokémon.
La septième génération de Pokémon désigne les 88 Pokémon numérotés dans le Pokédex de 722 à 809, apparus avec les jeux Pokémon Soleil et Pokémon Lune. Les jeux Pokémon Ultra-Soleil et Pokémon Ultra-Lune apportent cinq nouveaux Pokémon et Pokémon Go en apporte deux autres qui apparaissent dans Pokémon Let's Go, Pikachu et Pokémon Let's Go, Évoli.
Cette génération introduit notamment les onze Ultra-Chimères, ainsi que des formes alternatives pour dix-huit Pokémon de première génération (dites « formes d'Alola »), pour Amphinobi et pour Zygarde.
Chaque Pokémon possède deux noms officiels en japonais : l'un en katakana (entre parenthèses) — sa transcription Hepburn pouvant être vue en passant la souris sur le nom japonais — et un autre en rōmaji, utilisé en tant que marque commerciale (en italique). En Occident, le nom français des Pokémon est utilisé en France, en Belgique, en Suisse et au Québec tandis que le nom anglais est utilisé dans le reste du monde, à l'exception de l'Allemagne, la Corée du Sud et la Chine.
| Forme de Hisui | Forme Gigamax |

| Numéro national |                   | Nom français                                       | Nom japonais        | Nom anglais                                      |                      | Type              |  | Évolution précédente | Évolution suivante |
| --------------- | ----------------- | -------------------------------------------------- | ------------------- | ------------------------------------------------ | -------------------- | ----------------- |  | -------------------- | ------------------ |
| 722             |                   | Brindibou                                          | Mokuroh (モクロー)  | Rowlet                                           |                      | Plante / Vol      |  | Œuf                  | Efflèche           |
| 723             | Efflèche          | Fukuthrow (フクスロー)                             | Dartrix             | Plante / Vol                                     | Brindibou            | Archéduc          |  |                      |                    |
| 723             | Efflèche          | Fukuthrow (フクスロー)                             | Dartrix             | Plante / Vol                                     | Brindibou            | Archéduc de Hisui |  |                      |                    |
| 724             | Archéduc          | Junaiper (ジユナイパー)                            | Decidueye           | Plante / Spectre                                 | Efflèche             | Pas d’évolution   |  |                      |                    |
| 724             | Archéduc de Hisui | Hisui no Junaiper (ヒスイのジユナイパー)           | Hisuian Decidueye   | Plante / Combat                                  | Efflèche             | Pas d’évolution   |  |                      |                    |
| 725             | Flamiaou          | Nyabby (ニャビー)                                  | Litten              | Feu                                              | Œuf                  | Matoufeu          |  |                      |                    |
| 726             | Matoufeu          | Nyaheat (ニャヒート)                               | Torracat            | Feu                                              | Flamiaou             | Félinferno        |  |                      |                    |
| 727             | Félinferno        | Gaogaen (ガオガエン)                               | Incineroar          | Feu / Ténèbres                                   | Matoufeu             | Pas d’évolution   |  |                      |                    |
| 728             | Otaquin           | Ashimari (アシマリ)                                | Popplio             | Eau                                              | Œuf                  | Otarlette         |  |                      |                    |
| 729             | Otarlette         | Osyamari (オシャマリ)                              | Brionne             | Eau                                              | Otaquin              | Oratoria          |  |                      |                    |
| 730             | Oratoria          | Ashirene (アシレーヌ)                              | Primarina           | Eau / Fée                                        | Otarlette            | Pas d’évolution   |  |                      |                    |
| 731             | Picassaut         | Tsutsukera (ツツケラ)                              | Pikipek             | Normal / Vol                                     | Œuf                  | Piclairon         |  |                      |                    |
| 732             | Piclairon         | Kerarappa (ケララッパ)                             | Trumbeak            | Normal / Vol                                     | Picassaut            | Bazoucan          |  |                      |                    |
| 733             | Bazoucan          | Dodekabashi (ドデカバシ)                           | Toucannon           | Normal / Vol                                     | Piclairon            | Pas d’évolution   |  |                      |                    |
| 734             | Manglouton        | Youngoose (ヤングース)                             | Yungoos             | Normal                                           | Œuf                  | Argouste          |  |                      |                    |
| 735             | Argouste          | Dekagoose (デカグース)                             | Gumshoos            | Normal                                           | Manglouton           | Pas d’évolution   |  |                      |                    |
| 736             | Larvibule         | Agojimushi (アゴジムシ)                            | Grubbin             | Insecte                                          | Œuf                  | Chrysapile        |  |                      |                    |
| 737             | Chrysapile        | Dendimushi (デンヂムシ)                            | Charjabug           | Insecte / Électrik                               | Larvibule            | Lucanon           |  |                      |                    |
| 738             | Lucanon           | Kuwagannon (クワガノン)                            | Vikavolt            | Insecte / Électrik                               | Chrysapile           | Pas d’évolution   |  |                      |                    |
| 739             | Crabagarre        | Makenkani (マケンカニ)                             | Crabrawler          | Combat                                           | Œuf                  | Crabominable      |  |                      |                    |
| 740             | Crabominable      | Kekenkani (ケケンカニ)                             | Crabominable        | Combat / Glace                                   | Crabagarre           | Pas d’évolution   |  |                      |                    |
| 741             | Plumeline         | Odoridori (オドリドリ)                             | Oricorio            | Feu / Vol Électrik / Vol Psy / Vol Spectre / Vol | Œuf                  | Pas d’évolution   |  |                      |                    |
| 742             | Bombydou          | Abuly (アブリー)                                   | Cutiefly            | Insecte / Fée                                    | Œuf                  | Rubombelle        |  |                      |                    |
| 743             | Rubombelle        | Aburibbon (アブリボン)                             | Ribombee            | Insecte / Fée                                    | Bombydou             | Pas d’évolution   |  |                      |                    |
| 744             | Rocabot           | Iwanko (イワンコ)                                  | Rockruff            | Roche                                            | Œuf                  | Lougaroc          |  |                      |                    |
| 745             | Lougaroc          | Lugarugan (ルガルガン)                             | Lycanroc            | Roche                                            | Rocabot              | Pas d’évolution   |  |                      |                    |
| 746             | Froussardine      | Yowashi (ヨワシ)                                   | Wishiwashi          | Eau                                              | Œuf                  | Pas d’évolution   |  |                      |                    |
| 747             | Vorastérie        | Hidoide (ヒドイデ)                                 | Mareanie            | Poison / Eau                                     | Œuf                  | Prédastérie       |  |                      |                    |
| 748             | Prédastérie       | Dohidoide (ドヒドイデ)                             | Toxapex             | Poison / Eau                                     | Vorastérie           | Pas d’évolution   |  |                      |                    |
| 749             | Tiboudet          | Dorobanko (ドロバンコ)                             | Mudbray             | Sol                                              | Œuf                  | Bourrinos         |  |                      |                    |
| 750             | Bourrinos         | Banbadoro (バンバドロ)                             | Mudsdale            | Sol                                              | Tiboudet             | Pas d’évolution   |  |                      |                    |
| 751             | Araqua            | Shizukumo (シズクモ)                               | Dewspider           | Eau / Insecte                                    | Œuf                  | Tarenbulle        |  |                      |                    |
| 752             | Tarenbulle        | Onishizukumo (オニシズクモ)                        | Araquanid           | Eau / Insecte                                    | Araqua               | Pas d’évolution   |  |                      |                    |
| 753             | Mimantis          | Karikiri (カリキリ)                                | Fomantis            | Plante                                           | Œuf                  | Floramantis       |  |                      |                    |
| 754             | Floramantis       | Lalantes (ラランテス)                              | Lurantis            | Plante                                           | Mimantis             | Pas d’évolution   |  |                      |                    |
| 755             | Spododo           | Nemasyu (ネマシュ)                                 | Morelull            | Plante / Fée                                     | Œuf                  | Lampignon         |  |                      |                    |
| 756             | Lampignon         | Mashade (マシェード)                               | Shiinotic           | Plante / Fée                                     | Spododo              | Pas d’évolution   |  |                      |                    |
| 757             | Tritox            | Yatoumori (ヤトウモリ)                             | Salandit            | Poison / Feu                                     | Œuf                  | Malamandre        |  |                      |                    |
| 758             | Malamandre        | Ennewt (エンニュート)                              | Salazzle            | Poison / Feu                                     | Tritox               | Pas d’évolution   |  |                      |                    |
| 759             | Nounourson        | Nuikoguma (ヌイコグマ)                             | Stufful             | Normal / Combat                                  | Œuf                  | Chelours          |  |                      |                    |
| 760             | Chelours          | Kiteruguma (キテルグマ)                            | Bewear              | Normal / Combat                                  | Nounourson           | Pas d’évolution   |  |                      |                    |
| 761             | Croquine          | Amakaji (アマカジ)                                 | Bounsweet           | Plante                                           | Œuf                  | Candine           |  |                      |                    |
| 762             | Candine           | Amamaiko (アママイコ)                              | Steenee             | Plante                                           | Croquine             | Sucreine          |  |                      |                    |
| 763             | Sucreine          | Amajo (アマージョ)                                 | Tsareena            | Plante                                           | Candine              | Pas d’évolution   |  |                      |                    |
| 764             | Guérilande        | Cuwawa (キュワワー)                                | Comfey              | Fée                                              | Œuf                  | Pas d’évolution   |  |                      |                    |
| 765             | Gouroutan         | Yareyuutan (ヤレユータン)                          | Oranguru            | Normal / Psy                                     | Œuf                  | Pas d’évolution   |  |                      |                    |
| 766             | Quartermac        | Nagetukesaru (ナゲツケサル)                        | Passimian           | Combat                                           | Œuf                  | Pas d’évolution   |  |                      |                    |
| 767             | Sovkipou          | Kosokumushi (コソクムシ)                           | Wimpod              | Insecte / Eau                                    | Œuf                  | Sarmuraï          |  |                      |                    |
| 768             | Sarmuraï          | Gusokumusha (グソクムシャ)                         | Golisopod           | Insecte / Eau                                    | Sovkipou             | Pas d’évolution   |  |                      |                    |
| 769             | Bacabouh          | Sunaba (スナバァ)                                  | Sandygast           | Spectre / Sol                                    | Œuf                  | Trépassable       |  |                      |                    |
| 770             | Trépassable       | Sirodethna (シロデスナ)                            | Palossand           | Spectre / Sol                                    | Bacabouh             | Pas d’évolution   |  |                      |                    |
| 771             | Concombaffe       | Namakobushi (ナマコブシ)                           | Pyukumuku           | Eau                                              | Œuf                  | Pas d’évolution   |  |                      |                    |
| 772             | Type:0            | Type:Null (タイプ：ヌル)                           | Type: Null          | Normal                                           | Pas de pré-évolution | Silvallié         |  |                      |                    |
| 773             | Silvallié         | Silvady (シルヴァディ)                             | Shiruvadi           | Normal                                           | Type:0               | Pas d’évolution   |  |                      |                    |
| 774             | Météno            | Meteno (メテノ)                                    | Minior              | Roche / Vol                                      | Œuf                  | Pas d’évolution   |  |                      |                    |
| 775             | Dodoala           | Nekkoara (ネッコアラ)                              | Komala              | Normal                                           | Œuf                  | Pas d’évolution   |  |                      |                    |
| 776             | Boumata           | Bakugames (バクガメス)                             | Turtonator          | Feu / Dragon                                     | Œuf                  | Pas d’évolution   |  |                      |                    |
| 777             | Togedemaru        | Togedemaru (トゲデマル)                            | Togedemaru          | Électrik / Acier                                 | Œuf                  | Pas d’évolution   |  |                      |                    |
| 778             | Mimiqui           | Mimikkyu (ミミッキュ)                              | Mimikyu             | Spectre / Fée                                    | Œuf                  | Pas d’évolution   |  |                      |                    |
| 779             | Denticrisse       | Hagigishiri (ハギギシリ)                           | Bruxish             | Eau / Psy                                        | Œuf                  | Pas d’évolution   |  |                      |                    |
| 780             | Draïeul           | Jijilong (ジジーロン)                              | Drampa              | Normal / Dragon                                  | Œuf                  | Pas d’évolution   |  |                      |                    |
| 781             | Sinistrail        | Dadarin (ダダリン)                                 | Dhelmise            | Spectre / Plante                                 | Œuf                  | Pas d’évolution   |  |                      |                    |
| 782             | Bébécaille        | Jyarako (ジャラコ)                                 | Jangmo-o            | Dragon                                           | Œuf                  | Écaïd             |  |                      |                    |
| 783             | Écaïd             | Jyarango (ジャランゴ)                              | Hakamo-o            | Dragon / Combat                                  | Bébécaille           | Ékaïser           |  |                      |                    |
| 784             | Ékaïser           | Jyararanga (ジャラランガ)                          | Kommo-o             | Dragon / Combat                                  | Écaïd                | Pas d’évolution   |  |                      |                    |
| 785             | Tokorico          | Kapu-Koteko (カプ・コケコ)                         | Tapu Koko           | Électrik / Fée                                   | Pas de pré-évolution | Pas d’évolution   |  |                      |                    |
| 786             | Tokopiyon         | Kapu-Tetefu (カプ・テテフ)                         | Tapu Lele           | Psy / Fée                                        | Pas de pré-évolution | Pas d’évolution   |  |                      |                    |
| 787             | Tokotoro          | Kapu-Bulul (カプ・ブルル)                          | Tapu Bulu           | Plante / Fée                                     | Pas de pré-évolution | Pas d’évolution   |  |                      |                    |
| 788             | Tokopisco         | Kapu-Rehire (カプ・レヒレ)                         | Tapu Fini           | Eau / Fée                                        | Pas de pré-évolution | Pas d’évolution   |  |                      |                    |
| 789             | Cosmog            | Cosmog (コスモッグ7)                               | Cosmog              | Psy                                              | Pas de pré-évolution | Cosmovum          |  |                      |                    |
| 790             | Cosmovum          | Cosmovum (コスモウム)                              | Cosmoem             | Psy                                              | Cosmog               | Solgaleo Lunala   |  |                      |                    |
| 791             | Solgaleo          | Solgaleo (ソルガレオ)                              | Solgaleo            | Psy / Acier                                      | Cosmovum             | Pas d’évolution   |  |                      |                    |
| 792             | Lunala            | Lunala (ルナアーラ)                                | Lunala              | Psy / Spectre                                    | Cosmovum             | Pas d’évolution   |  |                      |                    |
| 793             | Zéroïd            | Uturoid (ウツロイド)                               | Nihilego            | Roche / Poison                                   | Pas de pré-évolution | Pas d’évolution   |  |                      |                    |
| 794             | Mouscoto          | Massivoon (マッシブーン)                           | Buzzwole            | Insecte / Combat                                 | Pas de pré-évolution | Pas d’évolution   |  |                      |                    |
| 795             | Cancrelove        | Pheroache (フェローチェ)                           | Pheromosa           | Insecte / Combat                                 | Pas de pré-évolution | Pas d’évolution   |  |                      |                    |
| 796             | Câblifère         | Denjyumoku (デンジュモク)                          | Xurkitree           | Électrik                                         | Pas de pré-évolution | Pas d’évolution   |  |                      |                    |
| 797             | Bamboiselle       | Tekkaguya (テッカグヤ)                             | Celesteela          | Acier / Vol                                      | Pas de pré-évolution | Pas d’évolution   |  |                      |                    |
| 798             | Katagami          | Kamiturugi (カミツルギ)                            | Kartana             | Plante / Acier                                   | Pas de pré-évolution | Pas d’évolution   |  |                      |                    |
| 799             | Engloutyran       | Akuziking (アクジキング)                           | Guzzlord            | Ténèbres / Dragon                                | Pas de pré-évolution | Pas d’évolution   |  |                      |                    |
| 800             | Necrozma          | Necrozma (ネクロズマ)                              | Necrozma            | Psy Psy / Spectre Psy / Acier Psy / Dragon       | Pas de pré-évolution | Pas d’évolution   |  |                      |                    |
| 801             | Magearna          | Magearna (マギアナ)                                | Magearna            | Acier / Fée                                      | Pas de pré-évolution | Pas d’évolution   |  |                      |                    |
| 802             | Marshadow         | Marshadow (マーシャドー)                           | Marshadow           | Combat / Spectre                                 | Pas de pré-évolution | Pas d’évolution   |  |                      |                    |
| 803             | Vémini            | Bevenom (ベベノム)                                 | Poipole             | Poison                                           | Pas de pré-évolution | Mandrillon        |  |                      |                    |
| 804             | Mandrillon        | Agoyon (アーゴヨン)                                | Naganadel           | Poison / Dragon                                  | Vémini               | Pas d’évolution   |  |                      |                    |
| 805             | Ama-Ama           | Tundetunde (ツンデツンデ)                          | Stakataka           | Roche / Acier                                    | Pas de pré-évolution | Pas d’évolution   |  |                      |                    |
| 806             | Pierroteknik      | Zugadoon (ズガドーン)                              | Blacephalon         | Feu / Spectre                                    | Pas de pré-évolution | Pas d’évolution   |  |                      |                    |
| 807             | Zeraora           | Zeraora (ゼラオラ)                                 | Zeraora             | Électrik                                         | Pas de pré-évolution | Pas d’évolution   |  |                      |                    |
| 808             | Meltan            | Merutan (メルタン)                                 | Meltan              | Acier                                            | Pas de pré-évolution | Melmetal          |  |                      |                    |
| 809             | Melmetal          | Merumetaru (メルメタル)                            | Melmetal            | Acier                                            | Meltan               | Pas d’évolution   |  |                      |                    |
| 809             | Melmetal Gigamax  | Kyodaimax Merumetaru (キョダイマックス メルメタル) | Gigantamax Melmetal | Acier                                            | Melmetal             | Pas d’évolution   |  |                      |                    |

## Formes d'Alola
Cette génération a introduit des formes régionales spécifiques à la région d'Alola — appelées « formes d'Alola » — pour 18 Pokémon de la première génération.
| Numéro national |                    | Nom français                                | Nom japonais                          | Nom anglais       |                    | Type               |  | Évolution précédente | Évolution suivante |
| --------------- | ------------------ | ------------------------------------------- | ------------------------------------- | ----------------- | ------------------ | ------------------ |  | -------------------- | ------------------ |
| 019             |                    | Rattata d'Alola                             | Alola no Koratta (アローラのコラッタ) | Alolan Rattata    |                    | Ténèbres / Normal  |  | Œuf                  | Rattatac d'Alola   |
| 020             | Rattatac d'Alola   | Alola no Ratta (アローラのラッタ)           | Alolan Raticate                       | Ténèbres / Normal | Rattata d'Alola    | Pas d’évolution    |  |                      |                    |
| 026             | Raichu d'Alola     | Alola no Raichu (アローラのライチュウ)      | Alolan Raichu                         | Électrik / Psy    | Pikachu (#025)     | Pas d’évolution    |  |                      |                    |
| 027             | Sabelette d'Alola  | Alola no Sand (アローラのサンド)            | Alolan Sandshrew                      | Glace / Acier     | Œuf                | Sablaireau d'Alola |  |                      |                    |
| 028             | Sablaireau d'Alola | Alola no Sandpan (アローラのサンドパン)     | Alolan Sandslash                      | Glace / Acier     | Sabelette d'Alola  | Pas d’évolution    |  |                      |                    |
| 037             | Goupix d'Alola     | Alola no Rokon (アローラのロコン)           | Alolan Vulpix                         | Glace             | Œuf                | Feunard d'Alola    |  |                      |                    |
| 038             | Feunard d'Alola    | Alola no Kyukon (アローラのキュウコン)      | Alolan Ninetales                      | Glace / Fée       | Goupix d'Alola     | Pas d’évolution    |  |                      |                    |
| 050             | Taupiqueur d'Alola | Alola no Digda (アローラのディグダ)         | Alolan Diglett                        | Sol / Acier       | Œuf                | Triopikeur d'Alola |  |                      |                    |
| 051             | Triopikeur d'Alola | Alola no Dugtrio (アローラのダグトリオ)     | Alolan Dugtrio                        | Sol / Acier       | Taupiqueur d'Alola | Pas d’évolution    |  |                      |                    |
| 052             | Miaouss d'Alola    | Alola no Nyarth (アローラのニャース)        | Alolan Meowth                         | Ténèbres          | Œuf                | Persian d'Alola    |  |                      |                    |
| 053             | Persian d'Alola    | Alola no Persian (アローラのペルシアン)     | Alolan Persian                        | Ténèbres          | Miaouss d'Alola    | Pas d’évolution    |  |                      |                    |
| 074             | Racaillou d'Alola  | Alola no Ishitsubute (アローラのイシツブテ) | Alolan Geodude                        | Roche / Électrik  | Œuf                | Gravalanch d'Alola |  |                      |                    |
| 075             | Gravalanch d'Alola | Alola no Golone (アローラのゴローン)        | Alolan Graveler                       | Roche / Électrik  | Racaillou d'Alola  | Grolem d'Alola     |  |                      |                    |
| 076             | Grolem d'Alola     | Alola no Golonya (アローラのゴローニャ)     | Alolan Golem                          | Roche / Électrik  | Gravalanch d'Alola | Pas d’évolution    |  |                      |                    |
| 088             | Tadmorv d'Alola    | Alola no Betbeter (アローラのベトベター)    | Alolan Grimer                         | Poison / Ténèbres | Œuf                | Grotadmorv d'Alola |  |                      |                    |
| 089             | Grotadmorv d'Alola | Alola no Betbeton (アローラのベトベトン)    | Alolan Muk                            | Poison / Ténèbres | Tadmorv d'Alola    | Pas d’évolution    |  |                      |                    |
| 103             | Noadkoko d'Alola   | Alola no Nassy (アローラのナッシー)         | Alolan Exeggutor                      | Plante / Dragon   | Nœunœuf (#102)     | Pas d’évolution    |  |                      |                    |
| 105             | Ossatueur d'Alola  | Alola no Garagara (アローラのがらがら)      | Alolan Marowak                        | Feu / Spectre     | Osselait (#104)    | Pas d’évolution    |  |                      |                    |